# Curling-Juniorenweltmeisterschaft 2018
Die Curling-Juniorenweltmeisterschaft 2018 (offiziell: World Junior Curling Championships 2018) fand vom 3. bis 10. März in Aberdeen, Schottland, statt. Spielstätte war Curl Aberdeen, eine Curling-Halle im Westen Aberdeens.
Weltmeister bei den Männern wurde Kanada (Skip Tyler Tardi), die Silbermedaille ging an Schottland (Skip Ross Whyte) und die Bronzemedaille an die Schweiz (Skip Jan Hess). Die deutsche Mannschaft mit Skip Klaudius Harsch wurde Fünfter. Bei den Frauen gewann Kanada (Skip Kaitlyn Jones), Zweiter wurde Schweden (Skip Isabella Wranå) und Dritter China (Skip Wang Zixin). Die Schweizerinnen mit Skip Selina Witschonke kamen auf den siebten Platz. Deutschland war bei den Frauen nicht qualifiziert.

## Männer

### Qualifikation
Qualifiziert waren die sechs bestplatzierten Nationen der Juniorenweltmeisterschaft 2017 (Kanada, Norwegen, Schweiz, Schweden, Südkorea und USA; Schottland war Vierter, war aber schon als Gastgeber qualifiziert), die drei Besten der Junioren-B-Weltmeisterschaft 2018 (China, Deutschland und Russland) und Schottland als Gastgeber.

### Teams
| Land                | Skip                   | Third                  | Second              | Lead                    | Alternate        |
| ------------------- | ---------------------- | ---------------------- | ------------------- | ----------------------- | ---------------- |
| Volksrepublik China | Wang Zhiyu             | Tian Jiafeng           | Wang Xiangkun       | Zhang Zezhong           | Guan Tianqi      |
| Deutschland         | Sixten Totzek (Fourth) | Klaudius Harsch (Skip) | Joshua Sutor        | Jan-Luca Haag           | Till Wunderlich  |
| Kanada              | Tyler Tardi            | Sterling Middleton     | Jordan Tardi        | Zachary Curtis          | Jacques Gauthier |
| Norwegen            | Magnus Ramsfjell       | Kristian Foss          | Michael Mellemseter | Andreas Haarstad        | Jorgen Myran     |
| Russland            | Alexander Bystrow      | Sergei Morosow         | Wadim Schwedow      | Konstantin Manasewitsch | Alexei Tusow     |
| Schottland          | Ross Whyte             | Robin Brydone          | Fraser Kingan       | Euan Kyle               | Duncan McFadzean |
| Schweden            | Daniel Magnusson       | Johan Nygren           | Anton Regosa        | Sebastian Jones         | Filip Stener     |
| Schweiz             | Jan Hess               | Simon Gloor            | Simon Höhn          | Reto Schönenberger      | Philipp Hoesli   |
| Südkorea            | Hwang Hyeon-jun        | Jeong Byeong-jin       | Lee Dong-hyeong     | Lee Jae-beom            | Choi Da-wun      |
| Vereinigte Staaten  | Andrew Stopera         | Luc Violette           | Ben Richardson      | Graem Fenson            | Jonathon Harstad |

### Round Robin

#### Ergebnisse
| Datum | Zeit  | Begegnung                                | Resultat |
| ----- | ----- | ---------------------------------------- | -------- |
| 3.3.  | 14:00 | Schweden – Volksrepublik China           | 7:3      |
|       |       | Deutschland – Südkorea                   | 4:10     |
|       |       | Schottland – Norwegen                    | 8:6      |
|       |       | Russland – Vereinigte Staaten            | 5:8      |
|       |       | Kanada – Schweiz                         | 7:3      |
| 4.3.  | 9:00  | Südkorea – Russland                      | 8:9      |
|       |       | Volksrepublik China – Vereinigte Staaten | 1:7      |
|       |       | Kanada – Schweden                        | 7:3      |
|       |       | Schweiz – Norwegen                       | 8:5      |
|       |       | Deutschland – Schottland                 | 2:7      |
|       | 19:00 | Norwegen – Deutschland                   | 5:9      |
|       |       | Schweden – Schweiz                       | 9:5      |
|       |       | Volksrepublik China – Russland           | 7:4      |
|       |       | Schottland – Kanada                      | 6:5      |
|       |       | Südkorea – Vereinigte Staaten            | 3:6      |
| 5.3.  | 14:00 | Vereinigte Staaten – Kanada              | 2:4      |
|       |       | Schottland – Russland                    | 10:3     |
|       |       | Schweiz – Südkorea                       | 8:3      |
|       |       | Norwegen – Schweden                      | 11:4     |
|       |       | Volksrepublik China – Deutschland        | 7:8      |
| 6.3.  | 9:00  | Schottland – Südkorea                    | 7:5      |
|       |       | Kanada – Volksrepublik China             | 5:7      |
|       |       | Schweden – Vereinigte Staaten            | 5:7      |
|       |       | Deutschland – Schweiz                    | 3:9      |
|       |       | Russland – Norwegen                      | 5:7      |

| Datum | Zeit  | Begegnung                        | Resultat |
| ----- | ----- | -------------------------------- | -------- |
| 6.3.  | 19:00 | Kanada – Norwegen                | 8:7      |
|       |       | Südkorea – Schweden              | 9:7      |
|       |       | Russland – Deutschland           | 2:3      |
|       |       | Vereinigte Staaten – Schottland  | 5:6      |
|       |       | Schweiz – Volksrepublik China    | 7:4      |
| 7.3.  | 14:00 | Deutschland – Vereinigte Staaten | 7:9      |
|       |       | Schweiz – Schottland             | 5:10     |
|       |       | Norwegen – Volksrepublik China   | 9:2      |
|       |       | Kanada – Südkorea                | 10:3     |
|       |       | Schweden – Russland              | 9:7      |
| 8.3.  | 9:00  | Volksrepublik China – Schottland | 1:6      |
|       |       | Russland – Kanada                | 5:7      |
|       |       | Vereinigte Staaten – Schweiz     | 8:3      |
|       |       | Schweden – Deutschland           | 7:8      |
|       |       | Norwegen – Südkorea              | 9:5      |
|       | 19:00 | Russland – Schweiz               | 5:7      |
|       |       | Vereinigte Staaten – Norwegen    | 8:2      |
|       |       | Deutschland – Kanada             | 2:4      |
|       |       | Südkorea – Volksrepublik China   | 7:8      |
|       |       | Schottland – Schweden            | 7:3      |

#### Endstand
| Schlüssel | Schlüssel           |
| --------- | ------------------- |
|           | Playoff-Platz       |
|           | Abstieg in B-Gruppe |

| Land                | Skip              | Siege | Niederl. |
| ------------------- | ----------------- | ----- | -------- |
| Schottland          | Ross Whyte        | 9     | 0        |
| Kanada              | Tyler Tardi       | 7     | 2        |
| Vereinigte Staaten  | Andrew Stopera    | 7     | 2        |
| Schweiz             | Jan Hess          | 5     | 4        |
| Deutschland         | Klaudius Harsch   | 4     | 5        |
| Norwegen            | Magnus Ramsfjell  | 4     | 5        |
| Schweden            | Daniel Magnusson  | 3     | 6        |
| Volksrepublik China | Wang Zhiyu        | 3     | 6        |
| Südkorea            | Hwang Hyeon-jun   | 2     | 7        |
| Russland            | Alexander Bystrow | 1     | 8        |

### Playoffs
|  | Halbfinale | Halbfinale         | Halbfinale |   |            | Finale           | Finale           | Finale           |
|  |            |                    |            |   |            |                  |                  |                  |
|  |            |                    |            |   |            |                  |                  |                  |
|  | 1          | Schottland         | 5          |   |            |                  |                  |                  |
|  | 4          | Schweiz            | 4          |   |            |                  |                  |                  |
|  |            |                    |            | 1 | Schottland | 5                |                  |                  |
|  |            |                    |            |   | 2          | Kanada           | 6                |                  |
|  | 2          | Kanada             | 8          |   |            |                  |                  |                  |
|  | 3          | Vereinigte Staaten | 5          |   |            | Spiel um Platz 3 | Spiel um Platz 3 | Spiel um Platz 3 |
|  |            |                    |            |   |            | 4                | Schweiz          | 7                |
|  | 3          | Vereinigte Staaten | 4          |   |            |                  |                  |                  |
|  |            |                    |            |   |            |                  |                  |                  |

#### Halbfinale
Freitag, 9. März, 19:00
| Team               |    | 1 | 2 | 3 | 4 | 5 | 6 | 7 | 8 | 9 | 10 | Gesamt |
| ------------------ | -- | - | - | - | - | - | - | - | - | - | -- | ------ |
| Kanada             | 🔨 | 0 | 0 | 3 | 0 | 2 | 1 | 0 | 0 | 2 | X  | 8      |
| Vereinigte Staaten |    | 0 | 0 | 0 | 2 | 0 | 0 | 1 | 2 | 0 | X  | 5      |

| Team       |    | 1 | 2 | 3 | 4 | 5 | 6 | 7 | 8 | 9 | 10 | Gesamt |
| ---------- | -- | - | - | - | - | - | - | - | - | - | -- | ------ |
| Schweiz    |    | 0 | 0 | 0 | 0 | 1 | 1 | 0 | 0 | 2 | 0  | 4      |
| Schottland | 🔨 | 0 | 3 | 0 | 0 | 0 | 0 | 0 | 1 | 0 | 1  | 5      |

#### Spiel um Platz 3
Samstag, 10. März, 14:00
| Team               |    | 1 | 2 | 3 | 4 | 5 | 6 | 7 | 8 | 9 | 10 | Gesamt |
| ------------------ | -- | - | - | - | - | - | - | - | - | - | -- | ------ |
| Schweiz            |    | 0 | 0 | 0 | 2 | 0 | 1 | 0 | 3 | 1 | X  | 7      |
| Vereinigte Staaten | 🔨 | 0 | 0 | 1 | 0 | 1 | 0 | 2 | 0 | 0 | X  | 4      |

#### Finale
Samstag, 10. März, 14:00
| Team       |    | 1 | 2 | 3 | 4 | 5 | 6 | 7 | 8 | 9 | 10 | 11 | Gesamt |
| ---------- | -- | - | - | - | - | - | - | - | - | - | -- | -- | ------ |
| Kanada     |    | 0 | 0 | 1 | 0 | 0 | 3 | 1 | 0 | 0 | 0  | 1  | 6      |
| Schottland | 🔨 | 0 | 1 | 0 | 1 | 0 | 0 | 0 | 0 | 2 | 1  | 0  | 5      |

### Endstand
| Platz | Land                |
| ----- | ------------------- |
| 1     | Kanada              |
| 2     | Schottland          |
| 3     | Schweiz             |
| 4     | Vereinigte Staaten  |
| 5     | Deutschland         |
| 6     | Norwegen            |
| 7     | Schweden            |
| 8     | Volksrepublik China |
| 9     | Südkorea            |
| 10    | Russland            |

China, Südkorea und Russland stiegen in die B-Gruppe ab. Die übrigen sieben Nationen qualifizierten sich für die nächste Juniorenweltmeisterschaft im kanadischen Liverpool, Nova Scotia.

## Frauen

### Qualifikation
Wie bei den Männern waren neben Gastgeberland Schottland die sechs Besten der Juniorenweltmeisterschaft 2017 (Kanada, Russland, Schweden, Schweiz, Südkorea und USA; Schottland war Erster, war aber schon als Gastgeber qualifiziert) und die drei Besten der Junioren-B-Weltmeisterschaft 2018 (China, Norwegen und Türkei) qualifiziert.

### Teams
| Land                | Skip               | Third                | Second          | Lead              | Alternate            |
| ------------------- | ------------------ | -------------------- | --------------- | ----------------- | -------------------- |
| Volksrepublik China | Dong Ziqi (Fourth) | Wang Zixin (Skip)    | Wang Meini      | Sun Chengyu       | Yu Jiaxin            |
| Kanada              | Kaitlyn Jones      | Kristin Clarke       | Karlee Burgess  | Lindsay Burgess   | Lauren Lenentine     |
| Norwegen            | Maia Ramsfjell     | Martine Rønning      | Mille Nordbye   | Victoria Johansen | Eirin Mesloe         |
| Russland            | Wlada Rumjanzewa   | Vera Tiuliakowa      | Irina Riazanowa | Daria Patrikeeva  | Anastassija Danshina |
| Schottland          | Rebecca Morrison   | Amy Macdonald        | Hailey Duff     | Leeanne McKenzie  | Sophie Jackson       |
| Schweden            | Isabella Wranå     | Jennie Wåhlin        | Almida De Val   | Fanny Sjoeberg    | Maria Larsson        |
| Schweiz             | Selina Witschonke  | Elena Mathis         | Melina Bezzola  | Anna Gut          | Laura Engler         |
| Südkorea            | Kim Min-ji         | Lee Hye-rin          | Yang Taei       | Kim Su-jin        | Kang Chae-lin        |
| Türkei              | Dilşat Yıldız      | Mihriban Polat       | Berivan Polat   | Zeynep Oztemir    | Canan Temuren        |
| Vereinigte Staaten  | Madison Bear       | Annmarie Dubberstein | Jenna Burchesky | Allison Howell    | Leah Yavarow         |

### Round Robin

#### Ergebnisse
| Datum | Zeit  | Begegnung                        | Resultat |
| ----- | ----- | -------------------------------- | -------- |
| 3.3.  | 9:00  | Vereinigte Staaten – Schweiz     | 7:6      |
|       |       | Schottland – Norwegen            | 6:7      |
|       |       | Volksrepublik China – Kanada     | 5:8      |
|       |       | Südkorea – Schweden              | 4:7      |
|       |       | Russland – Türkei                | 9:2      |
|       | 19:00 | Norwegen – Südkorea              | 6:8      |
|       |       | Schweiz – Schweden               | 6:7      |
|       |       | Russland – Vereinigte Staaten    | 7:6      |
|       |       | Türkei – Kanada                  | 5:8      |
|       |       | Schottland – Volksrepublik China | 4:3      |
| 4.3.  | 14:00 | Kanada – Schottland              | 4:8      |
|       |       | Vereinigte Staaten – Türkei      | 6:5      |
|       |       | Schweiz – Südkorea               | 5:9      |
|       |       | Volksrepublik China – Russland   | 10:5     |
|       |       | Norwegen – Schweden              | 5:8      |
| 5.3.  | 9:00  | Schweden – Russland              | 8:6      |
|       |       | Volksrepublik China – Südkorea   | 7:1      |
|       |       | Türkei – Norwegen                | 5:10     |
|       |       | Kanada – Vereinigte Staaten      | 8:3      |
|       |       | Schweiz – Schottland             | 9:6      |
|       | 19:00 | Volksrepublik China – Norwegen   | 5:3      |
|       |       | Russland – Schweiz               | 3:8      |
|       |       | Vereinigte Staaten – Schweden    | 3:9      |
|       |       | Schottland – Türkei              | 7:4      |
|       |       | Südkorea – Kanada                | 4:7      |

| Datum | Zeit  | Begegnung                                | Resultat |
| ----- | ----- | ---------------------------------------- | -------- |
| 6.3.  | 14:00 | Russland – Kanada                        | 6:9      |
|       |       | Norwegen – Vereinigte Staaten            | 7:3      |
|       |       | Südkorea – Schottland                    | 8:5      |
|       |       | Schweden – Volksrepublik China           | 8:1      |
|       |       | Türkei – Schweiz                         | 4:6      |
| 7.3.  | 9:00  | Schottland – Schweden                    | 4:10     |
|       |       | Türkei – Volksrepublik China             | 6:8      |
|       |       | Kanada – Schweiz                         | 10:7     |
|       |       | Russland – Norwegen                      | 7:8      |
|       |       | Vereinigte Staaten – Südkorea            | 8:6      |
|       | 19:00 | Schweiz – Volksrepublik China            | 8:7      |
|       |       | Südkorea – Russland                      | 7:5      |
|       |       | Schweden – Türkei                        | 7:3      |
|       |       | Vereinigte Staaten – Schottland          | 11:4     |
|       |       | Kanada – Norwegen                        | 8:6      |
| 8.3.  | 14:00 | Südkorea – Türkei                        | 3:5      |
|       |       | Schweden – Kanada                        | 8:6      |
|       |       | Schottland – Russland                    | 6:7      |
|       |       | Norwegen – Schweiz                       | 7:6      |
|       |       | Volksrepublik China – Vereinigte Staaten | 9:6      |

#### Endstand
| Schlüssel | Schlüssel           |
| --------- | ------------------- |
|           | Playoff-Platz       |
|           | Abstieg in B-Gruppe |

| Land                | Skip              | Siege | Niederl. |
| ------------------- | ----------------- | ----- | -------- |
| Schweden            | Isabella Wranå    | 9     | 0        |
| Kanada              | Kaitlyn Jones     | 7     | 2        |
| Volksrepublik China | Wang Zixin        | 5     | 4        |
| Norwegen            | Maia Ramsfjell    | 5     | 4        |
| Vereinigte Staaten  | Madison Bear      | 4     | 5        |
| Südkorea            | Kim Min-ji        | 4     | 5        |
| Schweiz             | Selina Witschonke | 4     | 5        |
| Russland            | Wlada Rumjanzewa  | 3     | 6        |
| Schottland          | Rebbeca Morrison  | 3     | 6        |
| Türkei              | Dilşat Yıldız     | 1     | 8        |

### Playoffs
|  | Halbfinale | Halbfinale          | Halbfinale |   |          | Finale           | Finale           | Finale           |
|  |            |                     |            |   |          |                  |                  |                  |
|  |            |                     |            |   |          |                  |                  |                  |
|  | 1          | Schweden            | 9          |   |          |                  |                  |                  |
|  | 4          | Norwegen            | 3          |   |          |                  |                  |                  |
|  |            |                     |            | 1 | Schweden | 4                |                  |                  |
|  |            |                     |            |   | 2        | Kanada           | 7                |                  |
|  | 2          | Kanada              | 9          |   |          |                  |                  |                  |
|  | 3          | Volksrepublik China | 7          |   |          | Spiel um Platz 3 | Spiel um Platz 3 | Spiel um Platz 3 |
|  |            |                     |            |   |          | 3                | Norwegen         | 5                |
|  | 4          | Volksrepublik China | 11         |   |          |                  |                  |                  |
|  |            |                     |            |   |          |                  |                  |                  |

#### Halbfinale
Freitag, 9. März, 14:00
| Team     |    | 1 | 2 | 3 | 4 | 5 | 6 | 7 | 8 | 9 | 10 | Gesamt |
| -------- | -- | - | - | - | - | - | - | - | - | - | -- | ------ |
| Schweden | 🔨 | 0 | 2 | 0 | 3 | 1 | 0 | 2 | 1 | X | X  | 9      |
| Norwegen |    | 0 | 0 | 2 | 0 | 0 | 1 | 0 | 0 | X | X  | 3      |

| Team                |    | 1 | 2 | 3 | 4 | 5 | 6 | 7 | 8 | 9 | 10 | Gesamt |
| ------------------- | -- | - | - | - | - | - | - | - | - | - | -- | ------ |
| Kanada              | 🔨 | 2 | 0 | 3 | 0 | 0 | 2 | 0 | 1 | 0 | 1  | 9      |
| Volksrepublik China |    | 0 | 1 | 0 | 0 | 4 | 0 | 2 | 0 | 0 | 0  | 7      |

#### Spiel um Platz 3
Samstag, 10. März, 09:00
| Team                |    | 1 | 2 | 3 | 4 | 5 | 6 | 7 | 8 | 9 | 10 | Gesamt |
| ------------------- | -- | - | - | - | - | - | - | - | - | - | -- | ------ |
| Volksrepublik China | 🔨 | 0 | 2 | 0 | 0 | 4 | 0 | 1 | 4 | X | X  | 11     |
| Norwegen            |    | 0 | 0 | 2 | 1 | 0 | 2 | 0 | 0 | X | X  | 5      |

#### Finale
Samstag, 10. März, 09:00
| Team     |    | 1 | 2 | 3 | 4 | 5 | 6 | 7 | 8 | 9 | 10 | Gesamt |
| -------- | -- | - | - | - | - | - | - | - | - | - | -- | ------ |
| Kanada   |    | 0 | 0 | 2 | 0 | 3 | 0 | 1 | 1 | 0 | X  | 7      |
| Schweden | 🔨 | 0 | 1 | 0 | 1 | 0 | 1 | 0 | 0 | 1 | X  | 4      |

### Endstand
| Platz | Land                |
| ----- | ------------------- |
| 1     | Kanada              |
| 2     | Schweden            |
| 3     | Volksrepublik China |
| 4     | Norwegen            |
| 5     | Vereinigte Staaten  |
| 6     | Südkorea            |
| 7     | Schweiz             |
| 8     | Russland            |
| 9     | Schottland          |
| 10    | Türkei              |

Russland, Schottland und die Türkei stiegen in die B-Gruppe ab. Die übrigen sieben Nationen qualifizierten sich für die nächste Juniorenweltmeisterschaft im kanadischen Liverpool, Nova Scotia.